# شهر مدرس (فیلم)
شهر مدرس (به انگلیسی: Madras Town) فیلمی هندی محصول سال ۲۰۱۰ و به کارگردانی ای.ال ویجی است. در این فیلم بازیگرانی همچون آریا، ایمی جکسون، نثار، کوچین هانیفا و آپوکوتی ایفای نقش کرده‌اند.